# الیخیو اچاگوئه
الیخیو اچاگوئه (اسپانیایی: Eligio Echagüe‎; ۳۱ دسامبر ۱۹۳۸ – ۶ دسامبر ۲۰۰۹) بازیکن فوتبال اهل پاراگوئه بود.
از باشگاه‌هایی که در آن بازی کرده‌است می‌توان به باشگاه ورزشی الیمپیا اشاره کرد.
وی همچنین در تیم ملی فوتبال پاراگوئه بازی کرده‌است.